# West Malling
West Malling este un oraș în comitatul Kent, regiunea South East, Anglia. Orașul se află în districtul Tonbridge and Malling a cărui reședință este. 